# Chironomus jommartini
Chironomus jommartini är en tvåvingeart som beskrevs av Carl Johan Lindeberg och Wiederholm 1979. Chironomus jommartini ingår i släktet Chironomus och familjen fjädermyggor. Inga underarter finns listade i Catalogue of Life.